# Бошри, Брюно
Брюно Бошери (фр. Bruno Boscherie, р. 22 февраля 1951) — французский фехтовальщик-рапирист, олимпийский чемпион, чемпион мира.

## Биография
Родился в 1951 году в Карпантра. В 1971 году стал чемпионом мира. На чемпионате мира 1978 года стал обладателем серебряной медали. В 1979 году завоевал в индивидуальном первенстве бронзовую медаль Средиземноморских игр в Сплите. В 1980 году стал чемпионом Олимпийских игр в Москве.